# Épagne-Épagnette
Épagne-Épagnette és un municipi francès situat al departament del Somme i a la regió dels Alts de França. L'any 2007 tenia 574 habitants.

## Demografia

### Població
El 2007 la població de fet d'Épagne-Épagnette era de 574 persones. Hi havia 204 famílies de les quals 36 eren unipersonals (12 homes vivint sols i 24 dones vivint soles), 76 parelles sense fills, 84 parelles amb fills i 8 famílies monoparentals amb fills.
La població ha evolucionat segons el següent gràfic:
Habitants censats

### Habitatges
El 2007 hi havia 240 habitatges, 226 eren l'habitatge principal de la família, 11 eren segones residències i 3 estaven desocupats. 237 eren cases i 1 era un apartament. Dels 226 habitatges principals, 197 estaven ocupats pels seus propietaris, 25 estaven llogats i ocupats pels llogaters i 4 estaven cedits a títol gratuït; 1 tenia una cambra, 4 en tenien dues, 16 en tenien tres, 50 en tenien quatre i 155 en tenien cinc o més. 178 habitatges disposaven pel capbaix d'una plaça de pàrquing. A 85 habitatges hi havia un automòbil i a 131 n'hi havia dos o més.

### Piràmide de població
La piràmide de població per edats i sexe el 2009 era:
| Homes | Edats   | Dones |
| ----- | ------- | ----- |
| 0     | 95 o +  | 4     |
| 0     | 90 a 94 | 0     |
| 0     | 85 a 89 | 0     |
| 0     | 80 a 84 | 4     |
| 8     | 75 a 79 | 4     |
| 12    | 70 a 74 | 16    |
| 8     | 65 a 69 | 4     |
| 28    | 60 a 64 | 24    |
| 4     | 55 a 59 | 8     |
| 20    | 50 a 54 | 32    |
| 44    | 45 a 49 | 20    |
| 32    | 40 a 44 | 40    |
| 8     | 35 a 39 | 12    |
| 8     | 30 a 34 | 16    |
| 16    | 25 a 29 | 8     |
| 16    | 20 a 24 | 8     |
| 12    | 15 a 19 | 36    |
| 8     | 10 a 14 | 4     |
| 24    | 5 a 9   | 16    |
| 8     | 0 a 4   | 4     |

## Economia

El 2007 la població en edat de treballar era de 401 persones, 288 eren actives i 113 eren inactives. De les 288 persones actives 267 estaven ocupades (137 homes i 130 dones) i 21 estaven aturades (10 homes i 11 dones). De les 113 persones inactives 48 estaven jubilades, 36 estaven estudiant i 29 estaven classificades com a «altres inactius».

### Ingressos
El 2009 a Épagne-Épagnette hi havia 224 unitats fiscals que integraven 569 persones, la mediana anual d'ingressos fiscals per persona era de 20.019 €.

### Activitats econòmiques
Dels 11 establiments que hi havia el 2007, 4 eren d'empreses de construcció, 4 d'empreses de comerç i reparació d'automòbils, 1 d'una empresa de transport, 1 d'una empresa d'hostatgeria i restauració i 1 d'una empresa classificada com a «altres activitats de serveis».
Dels 5 establiments de servei als particulars que hi havia el 2009, 2 eren lampisteries, 2 electricistes i 1 restaurant.
L'any 2000 a Épagne-Épagnette hi havia 11 explotacions agrícoles que ocupaven un total de 252 hectàrees.

## Equipaments sanitaris i escolars
El 2009 hi havia una escola maternal integrada dins d'un grup escolar amb les comunes properes formant una escola dispersa.

## Poblacions més properes
El següent diagrama mostra les poblacions més properes.